# ロクス・アモエヌス
ロクス・アモエヌス（羅: Locus amoenus、「心地よき場」の意）は、一般的に、安全で快適な理想的場所を指す文学的な概念である。日陰の芝生、開けた林、のどかな島、時にはエデンの園やエーリュシオンの意味を持つなどの通常は美しい場所の事を意味する。
エルンスト・ローベルト・クルツィウスは、『ヨーロッパ文学とラテン中世』（原著1953年）で、修辞学の伝統におけるロクス・アモエヌスの系譜とその共通要素を記述している。

## 特徴
木、草、水の3つの基本的な要素を持つ。 多くの場合、庭は離れた場所にあり、心の景観として機能する。 また、都市と農村生活の違いを浮き彫りにし、時間と死ぬ運命のプロセスからの避難場所にも用いられる。
いくつかの作品では、そのような庭園には、花、春、愛と繁栄の女神によって特徴づけられた、人間のセクシュアリティの再生力というニュアンスも与えられている。

## 関連用語
- パストラル - 古代における牧歌的な田舎の風景に理想郷を重ね芸術とした作品群
- en:Adonia
- en:Dream world (plot device)、世界観、アルカディア、異世界、ユートピア
- en:Hortus conclusus
- コンフォートゾーン - 「快適な空間」を意味する心理学用語。住宅環境の住みやすさを示す際にも使用される。